# Indivisible (película)
Indivisible es una película estadounidense cristiana de drama dirigida por David G. Evans. Es protagonizada por Sarah Drew, Justin Bruening, Tia Mowry y Eric Close y está basada en la historia real de Darren Turner. Sigue a un capellán del ejército mientras lucha por equilibrar su fe y la guerra de Irak. Fue estrenada en Estados Unidos el 26 de octubre de 2018 por Pure Flix. 

## Reparto
- Justin Bruening como Darren Turner, un capellán del ejército.
- Sarah Drew como Heather Turner, la esposa de Darren.
- Eddie Kaulukukui como Sgt. Carter
- Eric Close como Ltc. Jacobsen
- Tia Mowry como Tonya Lewis, la esposa de Michael.
- Jason Winston George como Michael Lewis.
- Madeline Carroll como Amanda Bradley.
- Michael O'Neill como el capellán Rogers.
- Skye P. Marshall como Sgt. Shonda Peterson.
- Tanner Stine como Lance Bradley.

## Producción
La película se filmó a lo largo de 32 días en Memphis, Tennessee, y las escenas de Irak se filmaron cerca de Santa Clarita, California, y finalizaron en junio de 2017.

## Estreno
Indivisible se estrenó el 5 de octubre de 2018 en el Orpheum Theatre de Memphis y se estrenó en los Estados Unidos el 26 de octubre de 2018.